# Sdugwadskabsh
Sdugwadskabsh, jedna od četiri skupine Snohomish Indijanaca, jezična porodica Salishan. Nastavali su južni dio otoka Whidbey, uključujući sela nasuprot Mukiltea na otoku Whidbey (Negua'sx) i u Newellu na Useless Bayu, u američkoj državi Washington.